# Jingzhou
Jingzhou (cinese: 荆州; pinyin: Jīng Zhōu) è una città-prefettura della Cina nella provincia dello Hubei.

## Suddivisioni amministrative
- Distretto di Shashi
- Distretto di Jingzhou
- Shishou
- Honghu
- Songzi
- Contea di Jiangling
- Contea di Gong'an
- Contea di Jianli